# 星际污染

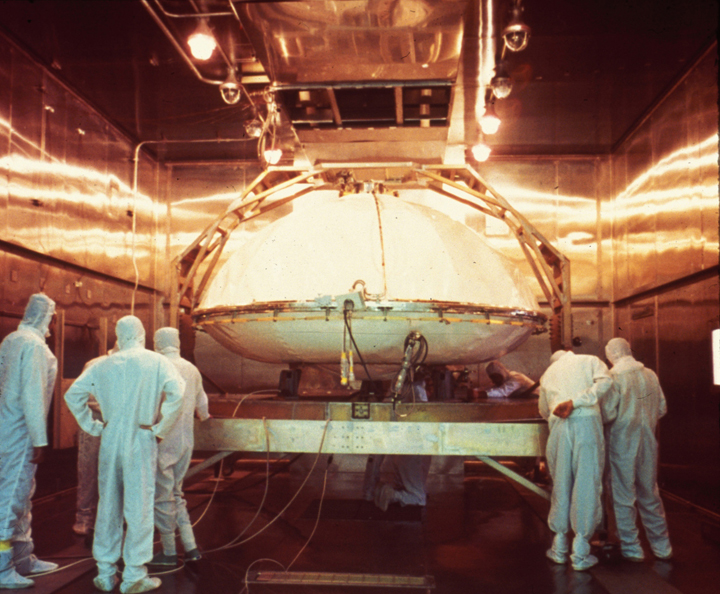
出发前准备消毒的飞行器

星际污染，又称正向污染，是一个假设中的概念，指人造宇宙飞船有意或无意对无菌行星体的污染。它被认为是直接泛种论的潜在形式。当前的国际协定对飞行器离开地球前的消毒有要求。

## 太空中生命的韧性
太阳系中除地球之外的任何地方所呈现的严苛环境都不适宜复杂生命的存活；但是一些嗜极生物却有足够强的生命恢复能力，足以在太空中生存并可能污染无菌的行星或微型行星。
2012年4月26日，科学家报告称，经过34天在由德国航空航天中心维护的火星模拟实验室模拟的火星条件后，地衣的光合作用活跃性表现出显著的适应能力。

## 污染的防止

### 伽利略号
为了防止污染任何一个木星卫星，伽利略号探测器在任务完成之后坠入木星。

### 阿波罗任务
所有载人并登陆月球的阿波罗任务（11, 12, & 14-17）在宇航员离开登月舱之后都有可能把污染带到月球表面。

### 测量员3号
美国宇航局发射的测量员3号月球探测器的相机镜头在发射之前可能遭到了草绿色链球菌的污染。这还是在阿波罗12号任务返回地球之后才发现的，污染的时间不确定，也有可能是阿波罗12号把测量员3号的相机带回地球之后被污染的，参见月球上链球菌的报告。